# علم العبارات
علم العبارات هو ذلك الفرع من فروع علوم اللغة أو اللسانيات، والذي يختص بدراسة مجموعة التعبيرات الثابتة مثل المصطلحات، والجمل الفعلية، والأشكال الأخرى من الوحدات المعجمية متعددة الكلمات (التي يُشار إليها عادةً باسم التراكيب)، حيث تأخذ الأجزاء المكونة للتعبير معنى أكثر تحديدًا من مجموع معانيها يختلف عن المعاني التي تؤدّيها الكلمات عند استخدامها بشكل مستقل.
على سبيل المثال، يتكون مصطلح مثل (المزاد الهولندي) من كلمة (الهولندي) التي تُشير إلى شيء ما يتعلق بهولندا، وكلمة (المزاد) التي تشير إلى أسلوب بيع عام تُباع فيه الأشياء لمن يدفع أعلى سعر، غير أن المعنى الصحيح لعبارة (المزاد الهولندي) ليس بيع شيء ما في هولندا لمن يدفع أعلى سعر، ولكنه مصطلح متداول يشير إلى أي مزاد تكون فيه الأسعار آخذة في الانخفاض بدلاً من الارتفاع.

## لمحة تاريخية
تعود أصول تطوير علم العبارات اللغوية كمنهج علمي إلى ثلاثينيات وأربعينيات القرن العشرين على يد عالم اللغويات السويسري تشارلز بالي، والذي اهتم بالتعابير اللغوية في علم المعاجم وفي الصناعة المعجمية، وخاصّة في المعاجم الروسية. تطوّر علم العبارات بعد ذلك في الاتحاد السوفيتي السابق ودول أوروبا الشرقية الأخرى، ثم امتد أثره في ستينيات القرن العشرين ليصبح واحداً من علوم اللغويات الراسخة في اللغة الألمانية في ألمانيا الشرقية، ثم بدأ تناوله بشكل متقطع في اللغويات الإنجليزية.
كان من أوائل اللغويون الذين أدخلوا تعديلات على علم العبارات في اللغة الإنجليزية اللغوي واينرايش في عام 1969 ضمن مناهج النحو التوليدي التحويلي، ثم أرنولد في عام 1973، ثم ليبكا في عامي 1974 و1992. تطوّرت العبارات بشكل مطّرد في العديد من اللغات في مختلف أنحاء العالم خلال العشرين عامًا الماضية.

## المنظمات
تهتم منظمات مثل الجمعية الأوروبية لعلم العبارات (والتي يُطلق عليها اختصاراً اسم يوروفراز)، والرابطة الأوروبية للمعجم (والتي يُطلق عليها اختصاراً اسم يوراليكس) بتضمين ببليوغرافيات الدراسات الحديثة في اللغة الإنجليزية وعلم العبارات عامة وجمعها في منشورات مثل كتاب ويلتي الصادر في عام 1990، وكتاب كواي أند هوارث الصادر في عام 1996، والتي يتم نسخ مراجعها والإضافة إليها باستمرار على شبكة الإنترنت، وتوفر مصدرًا غنيًا لأحدث المنشورات في هذا المجال. وتُعد المنح الدراسية الأوروبية في علم العبارات أكثر نشاطًا مما هي عليه في أمريكا الشمالية.

## الوحدات اللغوية
تُعرف الوحدات الأساسية المستخدمة للتحليل في علم العبارات باسم الصيغ اللغوية أو الوحدات اللغوية، وهي مجموعة كلمات معجميّة ذات معاني متحولة جزئيًا أو كليًا بحيث تكون قابلة للتكرار أو متعددة المعاني في الاستخدام الشائع. تتمتع الوحدات اللغوية عادةً باستقرار نحوي ودلالي نسبي، فقد تحمل دلالات، أو تكون جزءاً من عبارات اصطلاحيّة، وقد يكون لها وظيفة مؤكدة أو مكثفة في النص.